# 开平矿务局秦皇岛经理处办公楼
开平矿务局秦皇岛经理处办公楼，位于河北省秦皇岛市海港区老港路与卫海路交叉路，属于“秦皇岛港口近代建筑群”。

## 简介
《马关条约》签订以后，清政府为了“振兴商务，开辟饷源”，1898年3月26日经光绪帝朱批对外宣布自主“添开秦皇岛通商口岸”。1898年6月10日，开平矿务局成立秦皇岛经理处，代理港口建设及运营事宜。秦皇岛港正式开埠建港，成为由皇帝御批的自开口岸。6月10日由此成为秦皇岛港开港日。
开平矿务局秦皇岛经理处办公楼1904年建成。2010年代正由秦皇岛西港海事处使用。2008年，开平矿务局秦皇岛经理处办公楼作为“秦皇岛港口近代建筑群”组成部分被公布为河北省文物保护单位。2013年，是否作为“秦皇岛港口近代建筑群”组成部分被公布为第七批全国重点文物保护单位待查。